# Liste des gares de la wilaya de Tizi Ouzou
La liste des gares de la wilaya de Tizi Ouzou, est une liste des gares ferroviaires situées dans la wilaya de Tizi Ouzou, en Algérie.

## Gares ferroviaires dans la wilaya
La wilaya de Tizi Ouzou compte sept gares. Elles sont exploitées par la Société nationale des transports ferroviaires (SNTF).
| Gare                            | Commune         | Lignes              |
| ------------------------------- | --------------- | ------------------- |
| Gare de Boukhalfa               | Tizi Ouzou      | Thénia à Oued Aïssi |
| Gare de Draâ Ben Khedda         | Draâ Ben Khedda | Thénia à Oued Aïssi |
| Gare de Kef Naâdja              | Tizi Ouzou      | Thénia à Oued Aïssi |
| Gare de Oued Aïssi              | Tizi Ouzou      | Thénia à Oued Aïssi |
| Gare de Oued Aïssi - Université | Tizi Ouzou      | Thénia à Oued Aïssi |
| Gare de Tadmaït                 | Tadmaït         | Thénia à Oued Aïssi |
| Gare de Tizi Ouzou              | Tizi Ouzou      | Thénia à Oued Aïssi |

| \| Tizi Ouzou Tadmaït Oued · Aïssi · - Uni. Oued Aïssi Kef Naâdja Draâ · Ben · Khedda Boukhalfa \| Localisation des gares de la wilaya de Tizi Ouzou |
| Tizi Ouzou Tadmaït Oued · Aïssi · - Uni. Oued Aïssi Kef Naâdja Draâ · Ben · Khedda Boukhalfa                                                         |

## Lignes ferroviaires dans la wilaya
La wilaya est traversée par une ligne : la ligne de Thénia à Oued Aïssi.